# Angastaco
Angastaco é um município da província de Salta, na Argentina.